# Área metropolitana de Nápoles
El área metropolitana de Nápoles consiste en la ciudad de Nápoles y en una serie de localidades menores ubicadas en la región de Campania (Italia).
En total, el área metropolitana de Nápoles se extiende por una superficie de 1.662 km² y cuenta con una población de 3,69 millones de habitantes, de los cuales 7 y 27% corresponden a la ciudad de Nápoles, respectivamente. Tiene una densidad de población de 2.225 hab/km².

## Composición
El área metropolitana de Nápoles se compone de la ciudad de Nápoles y de 121 pequeñas ciudades y municipios ubicados a su alrededor (entre las que destacan las ciudades de Giugliano in Campania,Torre del Greco, Pozzuoli, Casoria y Caserta), como se muestra en la tabla siguiente.
| Provincia                       | Comuna                    | Superficie (en km²) | Población(1) |
| ------------------------------- | ------------------------- | ------------------- | ------------ |
| Campania                        |                           |                     |              |
| Ciudad metropolitana de Nápoles | Nápoles                   | 117                 | 984.242      |
| Ciudad metropolitana de Nápoles | Pozzuoli                  | 43                  | 82.535       |
| Ciudad metropolitana de Nápoles | Bacoli                    | 13,3                | 27.357       |
| Ciudad metropolitana de Nápoles | Monte di Procida          | 3,6                 | 13.268       |
| Ciudad metropolitana de Nápoles | Quarto                    | 14,2                | 38.799       |
| Ciudad metropolitana de Nápoles | Marano di Napoli          | 15,5                | 58.996       |
| Ciudad metropolitana de Nápoles | Qualiano                  | 7,3                 | 25.414       |
| Ciudad metropolitana de Nápoles | Calvizzano                | 3,9                 | 12.446       |
| Ciudad metropolitana de Nápoles | Villaricca                | 6,8                 | 28.795       |
| Ciudad metropolitana de Nápoles | Mugnano di Napoli         | 5,3                 | 33.897       |
| Ciudad metropolitana de Nápoles | Arzano                    | 4,7                 | 37.632       |
| Ciudad metropolitana de Nápoles | Melito di Napoli          | 3,7                 | 36.042       |
| Ciudad metropolitana de Nápoles | Giugliano in Campania     | 94                  | 108.772      |
| Ciudad metropolitana de Nápoles | Sant'Antimo               | 5,8                 | 31.114       |
| Ciudad metropolitana de Nápoles | Casandrino                | 3,2                 | 13.532       |
| Ciudad metropolitana de Nápoles | Grumo Nevano              | 2,9                 | 18.634       |
| Ciudad metropolitana de Nápoles | Frattamaggiore            | 5,0                 | 31.566       |
| Ciudad metropolitana de Nápoles | Frattaminore              | 2,0                 | 15.971       |
| Ciudad metropolitana de Nápoles | Crispano                  | 2,3                 | 12.612       |
| Ciudad metropolitana de Nápoles | Cardito                   | 3,2                 | 20.830       |
| Ciudad metropolitana de Nápoles | Caivano                   | 27,1                | 36.901       |
| Ciudad metropolitana de Nápoles | Acerra                    | 54,1                | 50.808       |
| Ciudad metropolitana de Nápoles | Afragola                  | 18,0                | 63.486       |
| Ciudad metropolitana de Nápoles | Casoria                   | 12,0                | 81.847       |
| Ciudad metropolitana de Nápoles | Casavatore                | 1,6                 | 19.208       |
| Ciudad metropolitana de Nápoles | Casalnuovo di Napoli      | 7,8                 | 50.287       |
| Ciudad metropolitana de Nápoles | Pomigliano d'Arco         | 11                  | 40.060       |
| Ciudad metropolitana de Nápoles | Castello di Cisterna      | 4,0                 | 6.990        |
| Ciudad metropolitana de Nápoles | Brusciano                 | 5                   | 15.559       |
| Ciudad metropolitana de Nápoles | Mariglianella             | 3,2                 | 6.833        |
| Ciudad metropolitana de Nápoles | San Vitaliano             | 5,3                 | 6.030        |
| Ciudad metropolitana de Nápoles | Marigliano                | 22                  | 30.433       |
| Ciudad metropolitana de Nápoles | Scisciano                 | 5,5                 | 5.317        |
| Ciudad metropolitana de Nápoles | Saviano                   | 13,8                | 15.126       |
| Ciudad metropolitana de Nápoles | Nola                      | 39                  | 32.745       |
| Ciudad metropolitana de Nápoles | Cimitile                  | 2,7                 | 6.885        |
| Ciudad metropolitana de Nápoles | Camposano                 | 3,3                 | 5.403        |
| Ciudad metropolitana de Nápoles | Cicciano                  | 7,1                 | 12.360       |
| Ciudad metropolitana de Nápoles | Comiziano                 | 2,4                 | 1.820        |
| Ciudad metropolitana de Nápoles | Casamarciano              | 6,3                 | 3.315        |
| Ciudad metropolitana de Nápoles | San Paolo Bel Sito        | 3,0                 | 3.459        |
| Ciudad metropolitana de Nápoles | Liveri                    | 2,6                 | 1.681        |
| Ciudad metropolitana de Nápoles | Visciano                  | 10,9                | 4.613        |
| Ciudad metropolitana de Nápoles | Tufino                    | 5,2                 | 3.567        |
| Ciudad metropolitana de Nápoles | Roccarainola              | 28,1                | 7.243        |
| Ciudad metropolitana de Nápoles | Volla                     | 6,2                 | 23.198       |
| Ciudad metropolitana de Nápoles | Cercola                   | 3,7                 | 19.165       |
| Ciudad metropolitana de Nápoles | San Sebastiano al Vesuvio | 2                   | 9.800        |
| Ciudad metropolitana de Nápoles | San Giorgio a Cremano     | 4,1                 | 48.777       |
| Ciudad metropolitana de Nápoles | Massa di Somma            | 3,5                 | 5.921        |
| Ciudad metropolitana de Nápoles | Pollena Trocchia          | 8,1                 | 13.756       |
| Ciudad metropolitana de Nápoles | Sant'Anastasia            | 18,8                | 28.040       |
| Ciudad metropolitana de Nápoles | Somma Vesuviana           | 30,7                | 34.196       |
| Ciudad metropolitana de Nápoles | Ottaviano                 | 19,8                | 23.519       |
| Ciudad metropolitana de Nápoles | San Gennaro Vesuviano     | 7,0                 | 10.728       |
| Ciudad metropolitana de Nápoles | Palma Campania            | 20,8                | 14.804       |
| Ciudad metropolitana de Nápoles | Carbonara di Nola         | 3,5                 | 2.123        |
| Ciudad metropolitana de Nápoles | San Giuseppe Vesuviano    | 14,1                | 27.871       |
| Ciudad metropolitana de Nápoles | Striano                   | 7,6                 | 7.788        |
| Ciudad metropolitana de Nápoles | Poggiomarino              | 13,3                | 20.611       |
| Ciudad metropolitana de Nápoles | Terzigno                  | 23,5                | 16.985       |
| Ciudad metropolitana de Nápoles | Portici                   | 4,5                 | 57.059       |
| Ciudad metropolitana de Nápoles | Ercolano                  | 19                  | 55.261       |
| Ciudad metropolitana de Nápoles | Torre del Greco           | 30                  | 88.372       |
| Ciudad metropolitana de Nápoles | Trecase                   | 6,1                 | 9.154        |
| Ciudad metropolitana de Nápoles | Boscotrecase              | 7,5                 | 10.875       |
| Ciudad metropolitana de Nápoles | Boscoreale                | 11,3                | 27.326       |
| Ciudad metropolitana de Nápoles | Torre Annunziata          | 7,0                 | 47.959       |
| Ciudad metropolitana de Nápoles | Pompeya                   | 12                  | 25.728       |
| Ciudad metropolitana de Nápoles | Santa Maria la Carità     | 3,9                 | 11.302       |
| Ciudad metropolitana de Nápoles | Sant'Antonio Abate        | 7,9                 | 18.932       |
| Ciudad metropolitana de Nápoles | Lettere                   | 12,0                | 5.974        |
| Ciudad metropolitana de Nápoles | Casola di Napoli          | 2,6                 | 3.873        |
| Ciudad metropolitana de Nápoles | Castellammare di Stabia   | 17                  | 65.707       |
| Ciudad metropolitana de Nápoles | Gragnano                  | 14,6                | 29.785       |
| Ciudad metropolitana de Nápoles | Pimonte                   | 12,5                | 5.970        |
| Provincia de Caserta            | Villa Literno             | 61,7                | 10.695       |
| Provincia de Caserta            | Casal di Principe         | 23,4                | 20.284       |
| Provincia de Caserta            | San Cipriano d'Aversa     | 6,2                 | 12.852       |
| Provincia de Caserta            | Casapesenna               | 3,0                 | 6.650        |
| Provincia de Caserta            | Villa di Briano           | 8,5                 | 5.809        |
| Provincia de Caserta            | Casaluce                  | 9,4                 | 10.364       |
| Provincia de Caserta            | Frignano                  | 9,9                 | 8.489        |
| Provincia de Caserta            | San Marcellino            | 4,6                 | 12.423       |
| Provincia de Caserta            | Trentola-Ducenta          | 6,6                 | 15.493       |
| Provincia de Caserta            | Aversa                    | 8,7                 | 52.857       |
| Provincia de Caserta            | Teverola                  | 6,7                 | 12.098       |
| Provincia de Caserta            | Carinaro                  | 6,3                 | 6.737        |
| Provincia de Caserta            | Gricignano di Aversa      | 9,8                 | 9.479        |
| Provincia de Caserta            | Cesa                      | 2,8                 | 7.835        |
| Provincia de Caserta            | Sant'Arpino               | 3,2                 | 13.837       |
| Provincia de Caserta            | Succivo                   | 7,0                 | 7.258        |
| Provincia de Caserta            | Orta di Atella            | 10,7                | 16.930       |
| Provincia de Caserta            | Marcianise                | 30                  | 40.149       |
| Provincia de Caserta            | Capodrise                 | 3,5                 | 8.532        |
| Provincia de Caserta            | Portico di Caserta        | 1,8                 | 7.324        |
| Provincia de Caserta            | Macerata Campania         | 7,6                 | 10.437       |
| Provincia de Caserta            | Curti                     | 1,7                 | 7.184        |
| Provincia de Caserta            | San Tammaro               | 36,8                | 4.615        |
| Provincia de Caserta            | Santa Maria Capua Vetere  | 36                  | 33.201       |
| Provincia de Caserta            | San Prisco                | 7,7                 | 11.468       |
| Provincia de Caserta            | Casapulla                 | 2,9                 | 8.423        |
| Provincia de Caserta            | Casagiove                 | 6,3                 | 14.683       |
| Provincia de Caserta            | Caserta                   | 53                  | 79.432       |
| Provincia de Caserta            | San Nicola la Strada      | 4,7                 | 20.176       |
| Provincia de Caserta            | San Marco Evangelista     | 5,5                 | 6.061        |
| Provincia de Caserta            | Maddaloni                 | 36                  | 38.420       |
| Provincia de Avellino           | Mugnano del Cardinale     | 12                  | 5.166        |
| Provincia de Avellino           | Avella                    | 30,4                | 7.785        |
| Provincia de Avellino           | Baiano                    | 12,3                | 4.743        |
| Provincia de Avellino           | Sperone                   | 3,0                 | 3.475        |
| Provincia de Salerno            | Sarno                     | 39                  | 31.687       |
| Provincia de Salerno            | San Valentino Torio       | 9                   | 9.789        |
| Provincia de Salerno            | San Marzano sul Sarno     | 5                   | 9.821        |
| Provincia de Salerno            | Angri                     | 13                  | 30.849       |
| Provincia de Salerno            | Pagani                    | 12,9                | 35.199       |
| Provincia de Salerno            | Nocera Inferiore          | 20                  | 46.305       |
| Provincia de Salerno            | Nocera Superiore          | 14,7                | 23.854       |
| Provincia de Salerno            | Roccapiemonte             | 5,2                 | 9.242        |
| Provincia de Salerno            | Castel San Giorgio        | 13                  | 13.169       |
| Provincia de Salerno            | Siano                     | 8                   | 10.312       |
| Provincia de Salerno            | Mercato San Severino      | 30                  | 20.860       |
| TOTAL                           | TOTAL                     | 1.661,8             | 3.697.440    |

- (1) - Datos del 01.01.2006, tomados del informe estadístico de población del Istituto Nazionale di Statistica  Archivado el 8 de noviembre de 2009 en Wayback Machine.

## Comparación
En esta tabla se muestran las cuatro principales áreas metropolitanas de Italia. El área metropolitana de Nápoles ocupa el segundo puesto.
| N.º | Área metropolitana | Superficie (en km²) | Población (en millones) |
| --- | ------------------ | ------------------- | ----------------------- |
| 1   | Milán              | 1.866               | 4,107                   |
| 2   | Nápoles            | 1.662               | 3,697                   |
| 3   | Roma               | 2.676               | 3,330                   |
| 4   | Turín              | 1.127               | 1,679                   |

- Datos: Q1215731
- Multimedia: Naples metropolitan area / Q1215731